# Johan Daniel Lundmark
Johan Daniel Lundmark (31 de enero de 1755-22 de febrero de 1792) fue un naturalista, y botánico sueco. Desarrolló actividades académicas en la Universidad de Upsala. Fue alumno de Linneo, viajando a Laponia con el apoyo de la Academia para recoger plantas y animales. Estuvo acompañado por Clas Fredrik Hornstedt, un zoólogo.

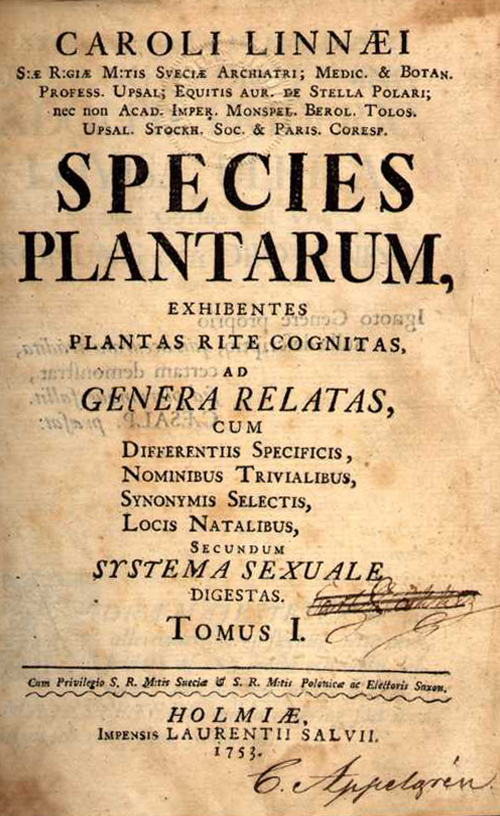
Portada de la obra de Linneo Species plantarum (1753), donde se instauró el uso de la nomenclatura binominal.

## Algunas publicaciones
- 1788. Diss. de usu Linnaeae medico. Con Johan G. Acrel, 18 pp. en línea
- 1780. Dissertatio academica de Lavandula. Con Carl von Linné, 22 pp. en línea